# Golpe de Rámaga
El golpe de Rágama fue un golpe de fuerza llevado a cabo en la Corona de Castilla el 9 de julio de 1443 por el almirante de Castilla y el conde de Benavente quienes, instigados por el infante de Aragón y rey consorte de Navarra don Juan, secuestraron al rey Juan II de Castilla en la localidad de Rágama, donde se hallaba entonces a la espera de que dispusieran sus aposentos en la cercana localidad de Madrigal. La finalidad del mismo fue evitar que el condestable don Álvaro de Luna, cabecilla de la facción nobiliaria rival en la guerra civil castellana de 1437-1445, asestara un golpe de mano contra Juan de Navarra, líder de la facción rival, y volviera a controlar la monarquía castellana como ya lo había hecho antes de su derrota de 1441, sellada en la sentencia de Medina del Campo por la que había sido desterrado de la corte por un periodo de seis años. Sin embargo, como ha destacado César Álvarez Álvarez, «el resultado de tan audaz intervención es el contrario del buscado: el condestable, desde Escalona, se pone al frente de una amplia coalición nobiliaria que reclama la libertad de Juan II a la que se unen bastantes ciudades».

## El golpe
El 9 de julio de 1443 el rey Juan II de Castilla se encontraba en Rágama a la espera de que se dispusiera su aposento en Madrigal, donde ya se hallaban el príncipe de Asturias y el almirante de Castilla, mientras que el conde de Benavente estaba en Horcajos y el infante don Juan en Paradinas.
En la mañana de ese día don Juan de Navarra convenció al rey Juan II para que convocara para esa tarde el consejo real para debatir el cambio de consejeros tal como se había establecido en la sentencia de Medina del Campo. «A hora de vísperas», según relata una crónica de la época, comenzó la reunión y durante la misma los partidarios de don Juan en el consejo convencieron en un aparte al príncipe de Asturias don Enrique de que la facción del condestable don Álvaro de Luna preparaba un golpe de fuerza en el que serían detenidos sus oponentes entre los que se incluían el propio príncipe y su consejero Juan Pacheco. Persuadido el príncipe de la existencia de la conjura de los partidarios del condestable tomó la palabra para denunciarla y acusar a Alfonso Pérez de Vivero de ser el jefe de la misma, afirmaciones que fueron confirmadas por don Juan de Navarra por lo que Pérez Vivero fue detenido inmediatamente. A continuación el príncipe de Asturias, don Juan de Navarra y los grandes de la nobleza castellana implicados en el golpe se trasladaron a la residencia del rey donde detuvieron al doncel Juan Manuel Delando y al camarero del rey Pedro de Luján. El rey protestó alegando que estaban haciendo «cárcel privada», actitud que motivó que los conjurados decidieran secuestrarlo poniéndolo bajo la custodia del hermano del almirante de Castilla, Enrique Enríquez de Mendoza, y del mayordomo mayor del rey Ruy Díaz de Mendoza.
El historiador Jaume Vicens Vives se ha preguntado por qué don Juan de Navarra «se decidió por una acción que implicaba la guerra civil». Su respuesta es la siguiente: «Sólo la absoluta seguridad de que don Álvaro preparaba un golpe de mano contra su persona pudo determinar a Juan de Navarra a responder con una acción que paralizara los planes de sus antagonistas. El caso de Rágama no fue un abuso de poder; fue una depuración de la corte para restablecer la situación lograda en Medina del Campo».

## Consecuencias

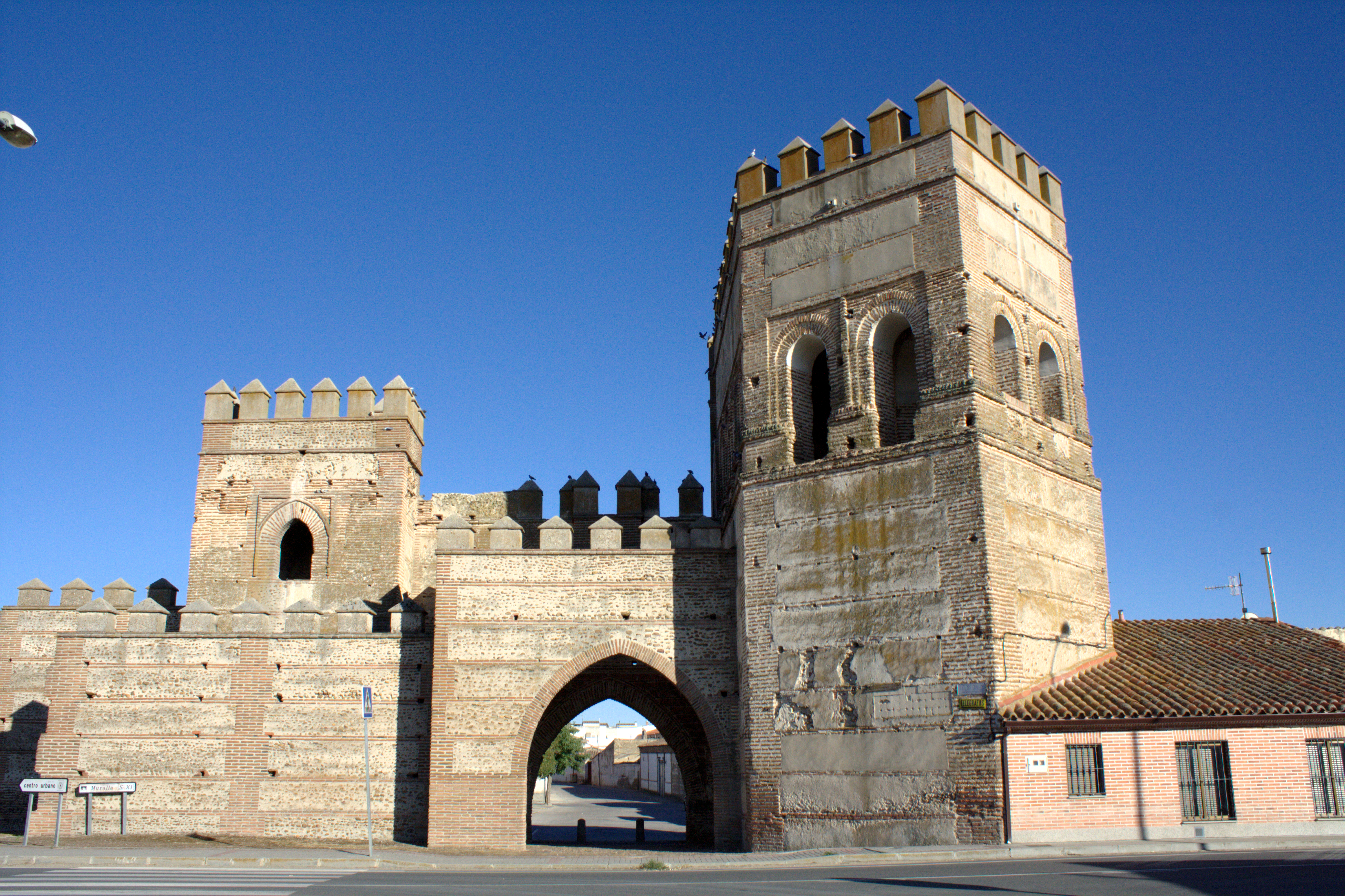
Puerta occidental de la muralla de Madrigal de las Altas Torres a donde se trasladó la corte castellana al día siguiente del golpe de Rágama.

En la mañana del día siguiente, 10 de julio, la corte fue trasladada de Rágama a Madrigal, y durante el trayecto el obispo de Ávila Lope de Barrientos, partidario del condestable, convenció al príncipe de Asturias de que no era verdad lo que le habían contado los partidarios de don Juan de Navarra sobre una supuesta conspiración de don Álvaro de Luna para detenerle a él mismo y a su consejero Juan Pacheco. Así sellaron una alianza para oponerse a don Juan de Navarra y a sus aliados de la Liga nobiliaria, comprometiéndose el obispo de Ávila a servirle de enlace con el condestable. A pesar de todo, el 1 de septiembre asistieron a las bodas previstas de los dos infantes de Aragón don Juan y don Enrique con doña Juana Enríquez y doña Beatriz Pimentel, respectivamente, que se celebraron en Torrelobatón, y a las que también asistieron los reyes, el príncipe de Asturias y la élite de la Liga nobiliaria que encabezaba don Juan de Navarra.
Después de recabar apoyos entre la alta nobleza castellana, tarea en la que participó activamente el obispo de Ávila, el príncipe de Asturias don Enrique le declaró la guerra a don Juan de Navarra mediante un manifiesto hecho público el 29 de marzo de 1444 en el que hacía un llamamiento dirigido especialmente a las comarcas castellanas fronterizas con Navarra para que todos se sumaran a la lucha para liberar al rey Juan II, expulsar a los «extranjeros» y atacar las poblaciones del reino de Navarra. El documento finalizaba con el ofrecimiento del perdón a los miembros de la Liga nobiliaria que se pasaran a sus filas asegurándoles que el condestable don Álvaro de Luna «es mío e en mi casa e vive conmigo, e ha de facer las cosas que yo le mandare e dixere después del rey mi señor e que fuesen su servicio e mío».